# Bernd Mathias Kremer
Bernd Mathias Kremer (* 30. Januar 1945 in Radolfzell) ist ein deutscher Verwaltungsjurist.
Bernd Mathias Kremer wuchs in Freiburg im Breisgau auf, wo er bis zum Abitur 1965 das Kepler-Gymnasium besuchte. Ab 1965 studierte er Jura in Freiburg, Wien und Tübingen. 1970 legte er das erste juristische Staatsexamen ab, 1974 das zweite. 1974 bis 1977 war er Mitarbeiter von Martin Heckel an der Universität Tübingen, wo er 1986 mit einer kirchenrechtshistorischen Arbeit promoviert wurde. 1977 bis 1980 war er Stellvertreter des Justiziars am Erzbischöflichen Ordinariat Paderborn. Von 1981 bis zum Ruhestand 2008 arbeitete er als Verwaltungsjurist im Erzbischöflichen Ordinariat Freiburg, zunächst als Leiter der Abteilung Allgemeine Verwaltung, dann als Bau- und Kunstreferent. 1986 wurde er Erzbischöflicher Rechtsdirektor, später Erzbischöflicher Oberrechtsdirektors.
Er publiziert zur Rechtsgeschichte, zum Denkmalrecht und zur Kunstgeschichte Badens und darüber hinaus.

## Veröffentlichungen (Auswahl)
- Der Westfälische Friede in der Deutung der Aufklärung. Zur Entwicklung des Verfassungsverständnisses im Hl. Röm. Reich Deutscher Nation vom Konfessionellen Zeitalter bis ins späte 18. Jahrhundert (= Jus ecclesiasticum  37). Mohr, Tübingen 1989, ISBN 3-16-645392-X (Dissertation).
- (Hrsg.): Kunst und geistliche Kultur am Oberrhein. Festschrift für Hermann Brommer zum 70. Geburtstag. Kunstverlag Josef Fink, Lindenberg 1996, ISBN 3-931820-01-7
- (Hrsg.): Barockjuwel am Bodensee. 250 Jahre Wallfahrtskirche Birnau. Kunstverlag Josef Fink, Lindenberg 2000, ISBN 3-933784-71-9.
- mit Theodor Hogg (Hrsg.): Wo Gott die Mitte ist. Ordensgemeinschaften in der Erzdiözese Freiburg in Geschichte und Gegenwart. Kunstverlag Josef Fink, Lindenberg / Beuroner Kunstverlag, Beuron 2002, ISBN 3-89870-058-5 / ISBN 3-87071-093-4.
- mit Hermann Brommer, Hans-Otto Mühleisen: Kunst am Kaiserstuhl. Kunstverlag Josef Fink, Lindenberg im Allgäu 2006, ISBN 3-89870-284-7; 2. Auflage, Kunstverlag Josef Fink, Lindenberg im Allgäu 2008, ISBN 978-3-89870-284-3.